# 小林稔侍
小林 稔侍（こばやし ねんじ、1941年〈昭和16年〉2月7日 - ）は、日本の俳優である。本名はこばやしとしじ。
身長180cm、血液型はA型。鈍牛倶楽部所属。かつらぎ町観光大使。
和歌山県伊都郡かつらぎ町出身。和歌山県立笠田高等学校卒業。

## 来歴
父親は洋服の仕立て職人。母親と10歳年上の兄が居た。猛勉強をし、国立の和歌山大学教育学部附属中学校に入り、1時間かけて通学していた。この学校を受験した理由は、当時恋愛に憧れを持っていた小林に友達が「あのな、和歌山大学（学芸学部）附属中学に通う女の子はかわいいらしいで」と耳打ちしたことにより、心底行きたいと思ったから。通学時も歩きながら勉強していたという。中学生の頃から高倉健のファンで映画界に憧れを持っていた。「おふくろに家を建ててやりたい」という一念で映画界を志す。第10期東映ニューフェイスの試験日と大学の入試日が重なり迷った挙句、親には大学入試へ行くと嘘をつき、学生服姿で試験を受け合格した。同期に池田駿介・吉田豊明がいた。当初は本名で活動していた。
デビュー後の1960年代初めから1970年代中頃まで、主に東映東京製作による高倉健・千葉真一・梅宮辰夫ら主演のアクション映画・仁侠映画やアクションドラマ・刑事ドラマ・特撮番組などに出演。
駆け出しの頃は殺され役が多く、トイレの金隠しに頭を突っ込んで最期を迎える《ギャングA》とか、汚い油の浮いた漁港に落ちて死ぬ役とか、ロケ現場で進行係が「誰か海に落ちるヤツいないかあ！1800円！」と叫ぶと仕出し（大部屋俳優）の連中が早い者勝ちで手を挙げた。当時はこうした経験も楽しかったと話すが、お茶の間にも知られるようになった1986年の『はね駒』出演時に東映ニューフェイス第10期18人のうち、現役の役者として生き残っていたのは小林と吉田豊明の二人だけだった。
1967年の『キャプテンウルトラ』でレギュラー出演をしていたが、初めてポスターに名前が刷り込まれた映画は、1970年の『やくざ刑事』である。深作欣二の推薦でピラニア軍団のメンバーになり、『新仁義なき戦い 組長の首』では当初、バーテンダー役でワンシーンのみの端役出演だったが、監督の深作から主人公の弟分役へ抜擢された。
役者として最初に評価されたのはセリフなしで好演した1978年の『冬の華』で、小林も忘れられない一本と述べており、「台詞が一言もない小林稔侍が抜群だ」と掲載された1978年5月24日付スポーツニッポンの映画評を宝物にしているという。石井聰亙監督に請われて出演した1980年の『狂い咲きサンダーロード』あたりから善人役の比率が増え、1985年の大林宣彦監督の『さびしんぼう』では主人公の父親役を好演。同年の『夜叉』では高倉健の弟分役まで出世した。1986年に『はね駒』で主人公の父・橘弘次郎にキャスティングされ、転機を迎える。無口な父役が好評でお茶の間にも知られることになったが、この時点でノンクレジットの映画も含めると出演作は約200本あった。
1989年11月14日には『なんでも屋探偵帳』で初主演。同作はシリーズ化され、このほかにも、表の顔は冴えない税務署の署員で、裏の顔は政界の"疑獄"を暴く税務調査官を演じる『税務調査官・窓際太郎の事件簿シリーズ』など、2時間ドラマで多数主演を務めた。2時間ドラマ枠に於いて、長年挙って映像化されてきた松本清張原作作品の常連俳優でもあった。
2011年7月11日、かつらぎ町観光大使に就任。
2018年公開の『星めぐりの町』で映画初主演。男性タレント好感度ランキングで上位にランキングされた。
『学校III』以降、山田洋次作品の常連出演者である。

## 人物
- 中学生の頃からファンの高倉健は、東映に入って以後大部屋時代からの恩人であり、何度も小遣いをもらったり[9]、小林が家を建てた時や結婚する際に保証人になってもらったという[17]。高倉同様、小林も酒が飲めない甘党[2]。高倉に対する恩や思い入れは強く、長男に「恩を一生忘れないこととありがとうの思いを込めて」、高倉と同じ「健」と名付けたり[18]、「健さんのためなら腎臓を一つ提供しても構わない」と思っているほどである[19]。「健さんがいたから頑張れたようなものです。あの人と一緒にいられるなら役者がじゃなくてもいいっていうくらいに…そりゃ、物もいっぱい貰っていますけど（笑）。もっと精神的なもので。オレが頼れるのはあの人しかいなかった」などと男の一生をかけてまで惚れ抜く先輩を持てたと話した[2]。そういうこともあって「端役でなく、ちゃんとした役で健さんと共演し、恩返しがしたい」との思いがあり、1999年の映画『鉄道員（ぽっぽや）』でその願いが叶うこととなった。その『鉄道員（ぽっぽや）』で、第23回日本アカデミー賞の最優秀助演男優賞を受賞した。『鉄道員（ぽっぽや）』の中で高倉と小林が抱きしめ合うシーンがあり、これについてある映画評論家が講演会で「あれはホモじゃなきゃできない」と発言したのが元で、ある女性週刊誌に「高倉健と小林稔侍はホモ」と大見出しにされて掲載されたこともあった[20]。
- 『狂い咲きサンダーロード』ではオファーをしてきた石井聰亙が自身のファンであるという理由だけで、学生の自主映画に、小林は台本も読まずに出演を快諾した[2]。そして撮影中は経験不足からカースタントを巧くこなせないスタッフをサポートするなどして過酷な現場を支えるなどした。苦労の末、完成した映画は評論家や若者に支持され、B級映画の傑作として高く評価されている[要出典]。同作で小林は暴走族あがりの右翼でゲイという役を演じている。
- 上記の松本清張原作作品については、1980年の映画『わるいやつら』から2011年のテレビドラマ『砂の器』まで、単独主演こそないものの、30年以上にわたる出演歴がある。映画では清張作品2作目出演となる82年の『疑惑』が最後になり、その後のテレビドラマでの清張作品初出演作も85年の『わるいやつら』。同作では映画版同様の脇役で、以後長年テレビドラマの清張作品で全12作にわたり活躍、映画とあわせて14作の清張作品に出演した。
- 小林の清張作品出演歴の特徴は、「同じ作品の複数映像化に際しての複数回出演」が極めて多い、という点にある[注釈 3]。既に述べた『疑惑』を例にとると、小林は後に92年と2009年のテレビドラマ版に出演、それぞれ異なる役で同原作作品に計3回出演した（当該作品項目も参照）。これだけでも目を見張るものがあるが、ドラマ版『わるいやつら」の次に脇役出演した86年NTV版『夜光の階段』でも、95年単発ドラマ版で準主演、2009年連続ドラマ版にも95年版と同じ役で出演して計3回出演した。以上扱った通り、清張作品出演14作のうち半分以上の8作は、『わるいやつら』『疑惑』『夜光の階段』各作品の複数回出演によって占められている勘定となる。同原作の複数の映像化の際にも再度の出演依頼がなされていた点で、他の清張作品の常連俳優たちと比較しても、小林の出演歴は極めてユニークといえる。
- 1991年に出演したハウス食品「咖喱工房」のCMで、当時大人気子役だった安達祐実と共演。「（当社比）具が大きい!」のキャッチコピーとともにユーモラスなお父さんを演じたことで、1990年代は「理想のパパ」ランキングで上位に食い込んだ[21]。幾つかのバージョンが制作されたが、安達とじゃんけんをして、小林のグーに対して安達はパーを出すも「グー（具）は大きい方が勝ち」と言って小林が先にカレーを食べてしまう、というバージョンのものでは「安達がかわいそう」という声があがり、続編では安達が『仕返し』するバージョンも制作された。
- 馬や牛が大の苦手。子供の頃に遊びで牛の腹をくぐろうとした時に蹴られ、5メートルくらい飛ばされたという出来事が原因とのことで、撮影で馬に乗ることになった時にためらったことも何度かあったという[22]。
- 東映入社直後の大部屋俳優時代は、東京目黒にあった東映の寮に住んでいた[23]。1962年に岡田茂 (東映) が東映東京撮影所所長になり、茂が一家で東京に来たがすぐに家が見つからず、一家も同じ寮に住み、小林と隣り部屋になった[23]。この関係で茂の家族とも付き合いがあり[24]、2011年の茂の葬儀では岡田裕介から司会を頼まれた[23][24]。
- 長男に小林健、長女に小林千晴。
- 2017年に妻と死別。
- 撮影所時代、誰も自分の名前を「としじ」 と読めず、名前に「念」の字があることから「ねんじ」と呼ばれることが多かった。そのため、所属事務所に芸名変更届を出そうとしたことがある[25]
- 過去に参加した作品の中で思い出深い作品について質問された際には「僕にとってはすべての作品が同じ思いです。それは、僕に仕事をくれる人たちは『あいつは頑張っているのでボーナス（仕事）をやろう』と言う気持ちで持って来てくれていると思っているからです。だから、どんな役でも仕事でも一生懸命頑張ることができるんです。ありがたいことにこうやってみんなにヨイショされ、今まで仕事を続けることができました」と答えている[25]。
- 2021年公開の『キネマの神様』に出演して以降は、高齢やコロナ禍の撮影制限、スタッフの若返り等の影響で積極的な芸能活動は行っておらず、映画関係者のお別れ会以外で公の場に姿を見せることは少なくなっている[26]。2025年、旧幾寅駅の待合室内にある『鉄道員（ぽっぽや）』資料館で流されるナレーションを吹き込んだ[27]。

## 受賞
- 第23回日本アカデミー賞 - 最優秀助演男優賞 『鉄道員（ぽっぽや）』（2000年）
- 第26回日本アカデミー賞 - 優秀助演男優賞『たそがれ清兵衛』（2002年）
- 第12回東京スポーツ映画大賞 - 助演男優賞『たそがれ清兵衛（2002年）
- 和歌山県文化表彰 - 文化賞（2018年度）

## 出演

### 映画
- 柔道一代（1963年、東映） - 帝国大生
- 海軍（1963年、東映） - 加藤少尉
- やくざの歌（1963年、東映） - 紀子から金を奪ったチンピラ
- 警視庁物語 十代の足どり（1963年、東映）
- 忍者部隊月光（1964年、東映） - シュナイダー
- いれずみ突撃隊（1964年、東映）
- 夜の青春シリーズ（東映）
  - いろ（1965年） - 上松次郎
  - ダニ（1965年） - 三村
  - 夜の悪女（1965年） - 小柴孝夫
  - 夜の手配師（1968年、東映） - 市村
- 無宿者仁義（1965年、東映） - 砂田組子分E
- 任侠男一匹（1965年、東映） - 平助
- ギャング頂上決戦（1965年、東映） - バーテン
- 地獄の波止場（1965年、東映）
- 網走番外地シリーズ（東映）
  - 網走番外地 望郷篇（1965年）
  - 網走番外地 北海篇（1965年） - ギャング水島
  - 網走番外地 荒野の対決（1966年） - トンズラの信
  - 網走番外地 大雪原の対決（1966年） - 乾分年次
  - 網走番外地 悪への挑戦（1967年） - マシマロ
  - 網走番外地 吹雪の斗争（1967年） - 男C
  - 新網走番外地（1968年）
  - 新網走番外地 大森林の決斗（1970年）
  - 新網走番外地 吹雪の大脱走（1971年） - 岡部
  - 新網走番外地 嵐呼ぶダンプ仁義（1972年） - 寺山
- あばずれ（1966年、東映） - 喜助
- 非行少女ヨーコ（1966年、東映） - レストランのコックA
- 愛欲（1966年、東映） - 研二
- ゴキブリ部隊（1966年、東映） - 子分C
- 地獄の野良犬（1966年、東映） - 万ガラの鉄
- 男度胸で勝負する（1966年、東映） - 信吉
- 北海の暴れ竜（1966年、東映） - 芦田組子分B
- 浪曲子守唄（1966年、東映） - トラ
- 地獄の掟に明日はない（1966年、東映） - 健太
- ボスは俺の拳銃で（1966年、東映） - 岩佐鴻一郎
- 組織暴力シリーズ（東映）
  - 組織暴力（1967年） - チョロ吉
  - 続・組織暴力（1967年）
  - 組織暴力 兄弟盃（1969年、東映）
- 渡世人（1967年、東映） - 本間
- ギャングの帝王（1967年、東映） - 水戸
- 喜劇 競馬必勝法（1967年） - 山崎
- 河内遊侠伝（1967年、東映） - 駒吉の舎弟
- 続・決着（1968年、東映） - 須藤組組員A
- 獄中の顔役（1968年、東映） - 正一
- 代貸（1968年、東映） - 中西の子分2
- 密告（たれこみ）（1968年、東映） - チンピラA
- あゝ予科練（1968年、東映） - 当直伝令
- ㊙トルコ風呂（1968年、東映） - 刑事（伴淳の部下）
- 夜の歌謡シリーズ（東映）
  - 盛り場ブルース（1968年） - 丸山
  - 夜の歌謡シリーズ 命かれても（1968年） - 「さかぐち」のボーイA
  - 夜の歌謡シリーズ 伊勢佐木町ブルース（1968年） - 運転手
  - 夜の歌謡シリーズ 港町ブルース（1969年） - ダンプの運転手
  - 夜の歌謡シリーズ 悪党ブルース（1969年） - 用心棒B
  - 夜の歌謡シリーズ 女のみち（1973年） - 運転手
  - 夜の歌謡シリーズ なみだ恋（1973年） - 高柳刑事
- 不良番長シリーズ（東映）
  - 不良番長（1968年） - 和夫
  - 不良番長 練鑑ブルース（1969年） - パーティの学生
  - 不良番長 どぶ鼠作戦（1969年） - 金次
  - 不良番長 王手飛車（1970年） - 滝川建設社員A
  - 不良番長 一攫千金（1970年） - ガソリンスタンドの係員
  - 不良番長 暴走バギー団（1970年）
  - 不良番長 口から出まかせ（1970年）
  - 不良番長 口八丁手八丁（1971年） - 小林
- 人生劇場 飛車角と吉良常（1968年、東映）
- 現代やくざシリーズ → 人斬り与太シリーズ（東映）
  - 現代やくざ 与太者の掟（1969年） - ゴロ竹
  - 新宿の与太者（1970年） - 野中
  - 現代やくざ 人斬り与太（1972年） - 鉄男
  - 人斬り与太 狂犬三兄弟（1972年、東映） - 茂
- 昭和残侠伝シリーズ
  - 昭和残侠伝 唐獅子仁義（1969年、東映） - 黒勝
  - 昭和残侠伝 人斬り唐獅子（1969年、東映） - 政
  - 昭和残侠伝 死んで貰います（1970年、東映） - 竹七
  - 昭和残侠伝 吼えろ唐獅子（1971年、東映） - 舟木勝
  - 昭和残侠伝 破れ傘（1972年、東映） - 松田正勝
- ㊙女子大生 妊娠中絶（1969年、東映） - 学生風の男A
- 超高層のあけぼの（1969年、東映） - 霞が関現場作業員B
- 日本侠客伝 花と龍（1969年、東映） - 俊次
- やくざ刑事シリーズ（東映）
  - やくざ刑事（1970年） - 佐々木
  - やくざ刑事 マリファナ密売組織（1970年） - ビショップ
  - やくざ刑事 恐怖の毒ガス（1971年） - マムシ
  - やくざ刑事 俺たちに墓はない（1971年） - 三好
- 現代任侠道 兄弟分（1970年、東映） - 寺井
- 新兄弟仁義（1970年、東映） - 留
- 血染の代紋（1970年、東映）
- 捨て身のならず者（1970年、東映） - 藤田
- 日本ダービー 勝負（1970年、東映）
- 戦後秘話 宝石略奪（1970年、東映） - 時田
- 夜遊びの帝王（1970年、東映） - 信男
- ㊙セックス恐怖症（1970年、東映） - 川村哲
- 経験（1970年、東映） - バーテン
- ずべ公番長 東京流れ者（1970年、東映） - 黒江の子分
- 暴力団再武装（1971年、東映） - 野崎
- ごろつき無宿（1971年、東映） - チンピラ
- 博徒斬り込み隊（1971年、東映） - 山野三郎
- 狼やくざ 殺しは俺がやる（1972年、東映） - 清水 
  - 狼やくざ 葬いは俺が出す（1972年、東映） - カツ
- 女囚さそりシリーズ（東映）
  - 女囚701号/さそり（1972年） - 看守
  - 女囚さそり 第41雑居房（1972年） - 若い男
  - 新・女囚さそり 701号（1976年） - 杉野
- 不良街（1972年、東映） - 工事現場の男
- ならず者シリーズ（東映）
  - 夜のならず者（1972年） - 高山
  - 夜の女狩り（1972年） - バス運転手
- ギャング対ギャング 赤と黒のブルース（1972年、東映） - 室谷
- やくざと抗争（1972年、東映） - 桑田 
  - やくざと抗争 実録安藤組（1973年、東映） - 野田
- 昭和極道史（1972年、東映） - 小滝勇
- 実録 私設銀座警察（1973年、東映） - 関博
- 色魔狼（1973年、東映） - 勇
- 海軍横須賀刑務所（1973年、東映） - 新兵
- 実録安藤組 襲撃篇（1973年、東映） - 小野田
- 仁義なき戦い 頂上作戦（1974年、東映） - 打本会組頭・谷口寛
- 従軍慰安婦（1974年、東映） - 斬りこみ隊長
- けんか空手 極真拳（1975年、東映） - ニハシ
- 新幹線大爆破（1975年、東映） - ひかり109号運転士・森本
- 新仁義なき戦いシリーズ（東映）
  - 新仁義なき戦い 組長の首（1975年） - 志村勝男
  - 新仁義なき戦い 組長最後の日（1976年） - 柴田巡査
- トラック野郎シリーズ（東映）
  - トラック野郎・爆走一番星（1975年） - ボルサリーノ4
  - トラック野郎・望郷一番星（1976年） - 横網
- 子連れ殺人拳（1976年、東映） - 東田五郎
- お祭り野郎 魚河岸の兄弟分（1976年、東映）
- 暴走パニック 大激突（1976年、東映） - 関光男
- 暴力教室（1976年、東映） - 小田切文夫
- 武闘拳 猛虎激殺!（1976年、東映） - 大田黒
- 爆発! 750cc族（1976年、東映） - ボーイ長
- やくざの墓場 くちなしの花（1976年、東映） - 北島明
- ドーベルマン刑事（1977年、東映） - 甲山勝男
- やくざ戦争 日本の首領（1977年、東映） - 宗方敏之
- ピラニア軍団 ダボシャツの天（1977年、東映） - 看守
- 北陸代理戦争（1977年、東映） - 金井組組員・朴竜国
- 女獄門帖 引き裂かれた尼僧（1977年、東映） - 沢吉
- 犬神の悪霊（1977年、東映） - 青年団長
- サーキットの狼（1977年、東映） - レース団長
- 宇宙からのメッセージ（1978年、東映） - 宇宙パトロール フォックス巡査
- 柳生一族の陰謀（1978年、東映） - 片禿
- 冬の華（1978年、東映） - 花井喜一郎
- 日本の首領 完結篇（1978年、東映） - 志賀竹之幼
- 黄金のパートナー（1979年、東宝） - 山崎
- 日本の黒幕（1979年、東映） - 水巻俊介
- 動乱（1980年、東映） - 原田軍曹
- 狂い咲きサンダーロード（1980年、東映セントラルフィルム） - 剛
- 復活の日（1980年、角川映画） - 別の助手
- わるいやつら（1980年、松竹） - 刑事
- 百恵の唇 愛獣（1980年、にっかつ） - 大道昌信
- 青春の門（1981年、東映） - 長太 
  - 青春の門 自立篇（1982年、東映） - 木元良次
- ええじゃないか（1981年、松竹） - 又吉
- 女子大生の基礎知識 ANO ANO（1981年、にっかつ） - 加倉井健
- 愛獣 襲る!（1981年、にっかつ） - 河村
- 駅 STATION（1981年、東宝） - 辰巳刑事
- 未完の対局（1982年、東宝） - 滝井
- 海峡（1982年、東宝） - 金丸五郎
- この子の七つのお祝いに（1982年、松竹） - 阿久津刑事
- 疑惑（1982年、松竹） - 宗方検事
- 絶頂姉妹 堕ちる（1982年、にっかつ） - 園田昭二
- 人生劇場（1983年、東映） - 寺兼
- 小説吉田学校（1983年、東宝） - 西村栄一
- 悪魔の人質（1983年、にっかつ） - 久能
- 楢山節考（1983年、東映） - 常
- 十階のモスキート（1983年、ATG） - 「ヒーロー」の客A
- 紅夜夢（1983年、にっかつ） - 小川市太郎
- 陽暉楼（1983年、東映） - 金串武彦
- 逃がれの街（1983年、東宝） - 矢部刑事
- 居酒屋兆治（1983年、東宝） - 小関警部
- トルコ行進曲 夢の城（1984年、にっかつ） - 本庄喜一
- ザ・オーディション（1984年、東宝東和） - 山脇
- 修羅の群れ（1984年、東映） - 鄭
- 天国にいちばん近い島（1984年、東映） - 青山良男
- 魔の刻（1985年、東映） - 寿司屋
- さびしんぼう（1985年、東宝） - 井上道了
- 生きてるうちが花なのよ死んだらそれまでよ党宣言（1985年、ATG） - 戸張
- 瀬降り物語（1985年、東映） - 陸軍大尉 役
- 火まつり（1985年、シネセゾン） - 人夫
- ビルマの竪琴（1985年、東宝） - 岡田上等兵
- 夜叉（1985年、東宝） - トシオ
- 早春物語（1985年、東宝 / 角川春樹事務所） - 喫茶店マスター
- 薄化粧（1985年、松竹） - 森谷
- 彼のオートバイ、彼女の島（1986年、東宝） - 新聞記者
- 傷だらけの勲章（1986年、東宝） - 佐野茂美
- 野ゆき山ゆき海べゆき（1986年、ATG） - 権造
- ア・ホーマンス（1986年、東映） - 福岡徹刑事
- メイク・アップ（1987年、ニュー・センチュリー・プロデューサーズ） - 明
- 夜汽車（1987年、東映） - 梵天の信次
- ちょうちん（1987年、東映） - 支店長
- 吉原炎上（1987年、東映） - 坪坂義一
- 漂流教室（1987年、東宝東和） - 高松芳男
- 舞妓物語（1987年、松竹） - 松宮浩造
- ロボフレンド - Too Much （1987年、キャノン・フィルムズ） - 警官
- 海へ 〜See you〜（1988年、東宝） - 水木
- いこかもどろか（1988年、東宝） - 藤沢刑事
- バカヤロー! 私、怒ってます 第四話「英語がなんだ」（1988年、松竹） - 高橋登 
  - バカヤロー!2 幸せになりたい。 第一話「パパの立場もわかれ」（1989年、松竹） - 岡田良介
- ころがし涼太 激突!モンスターバス（1988年、シネ・ロッポニカ / にっかつ） - 南原警察署長
- 善人の条件（1989年、松竹） - 服部通夫
- ウォータームーン（1989年、東映） - 奥野康雄 役
- 花の季節（1990年、東京ビジュアルネットワーク） - 北森耕市
- 極道の妻たち 最後の戦い（1990年、東映） - 瀬上雅之
- おいしい結婚（1991年、東宝） - 山内政行
- 四十七人の刺客（1994年、東宝） - 進藤源四郎
- マークスの山（1995年、松竹） - 林原雄三
- 日本一短い「母」への手紙（1995年、東映） - 前原道夫
- 岸和田少年愚連隊（1996年、松竹） - カオルちゃん
- あぶない刑事シリーズ（東映） - 深町新三 
  - あぶない刑事リターンズ（1996年）
  - あぶない刑事フォーエヴァー THE MOVIE（1998年）
  - まだまだあぶない刑事（2005年）
  - さらば あぶない刑事（2016年）
- 釣りバカ日誌9（1997年、松竹） - 馬場恒太郎
- 学校シリーズ（松竹）
  - 学校III（1998年） - 高野周吉
  - 十五才 学校IV（2000年） - 川島秀雄
- のど自慢（1999年、シネカノン / 東宝） - 麗子の父
- 鉄道員（ぽっぽや）（1999年、東映） - 杉浦仙次
- ホーム・スイートホーム（2000年、ホーム・スイートホーム上映1000人委員会） - 山下太郎
- しあわせ家族計画（2001年、松竹） - 品川部長
- マヌケ先生（2001年、PSC） - ハリーと呼ばれる男
- ホタル（2001年、東映） - 緒形成文
- たそがれ清兵衛（2002年、松竹） - 久坂長兵衛
- 新・仁義なき戦い/謀殺（2003年、東映） - 佐橋組尾田組組長 尾田常巳
- HERO? 天使に逢えば…（2004年、エンターテイメント倶楽部）
- 珈琲時光（2004年、松竹） - 陽子の父
- 隠し剣 鬼の爪（2004年、松竹） - 大目付・甲田
- 理由（2004年、アスミック・エース） - 戸村六郎
- 武士の一分（2006年、松竹） - 樋口作之助
- 西遊記（2007年、東宝） - 劉星
- 椿三十郎（2007年、東宝） - 黒藤
- 母べえ（2008年、松竹)
- 沈まぬ太陽（2009年、東宝） - 竹丸欽二郎（副総理）
- おとうと（2010年、松竹） - 丹野庄平
- 東京家族（2013年、松竹） - 沼田三平
- ひまわりと子犬の7日間（2013年、松竹） - 桜井所長
- すべては君に逢えたから（2013年、ワーナー・ブラザース映画） - 松浦泰三
- 小さいおうち（2014年、松竹） - 荒井軍治
- 太秦ライムライト（2014年、ティ・ジョイ） - 先代 尾上清十郎
- 母と暮せば（2015年、松竹） - 復員局の職員
- 家族はつらいよシリーズ（松竹）
  - 家族はつらいよ（2016年） - 沼田 [28]
  - 家族はつらいよ2（2017年） - 丸田吟平 [29]
  - 妻よ薔薇のように 家族はつらいよIII（2018年） - 角田
- 星めぐりの町（2018年、ファントム・フィルム） - 主演・島田勇作 [15]
- 不能犯（2018年、ショウゲート） - 鳥森広志
- 男はつらいよ お帰り 寅さん（2019年、松竹） - 窪田
- 海辺の映画館―キネマの玉手箱（2020年、アスミック・エース） - 杵馬
- キネマの神様（2021年、松竹） - 寺林新太郎（テラシン）

### テレビ作品
- スパイキャッチャーJ3（1966年、NET）[30]
- 忍者ハットリくん+忍者怪獣ジッポウ 第15話「海賊あらわれるでござる」（1967年、NET） - 海賊の子分・チンピラパット
- キャプテンウルトラ 第1話 - 第12話（1967年、TBS） - キケロ星人ジョー
- ローンウルフ 一匹狼（1967年 - 1968年、NTV）
- ジャイアントロボ 第26話「ギロチン最後の日」（1968年、NET） - テロマン
- キイハンター（TBS）
  - 第5話「必殺の瞬間」（1968年）
  - 第15話「殺人ドライブ」（1968年）
  - 第21話「拳銃あねご潜入作戦」（1968年）
  - 第36話「金庫に消えた女」（1968年）
  - 第54話「それ行け発狂作戦」（1969年）
  - 第56話「殺人ホテル13号室」（1969年）
  - 第61話「荒野の殺人紙幣」（1969年）
  - 第83話「霊柩車に乗った新婚旅行」（1969年）
  - 第84話「殺人狂騒曲」（1969年）
  - 第87話「女殺し屋シカゴローズ只今参上」（1969年）
  - 第108話「25時発 国際線逃亡ルート」（1970年）
  - 第129話「海賊ども 上陸三秒前」（1970年）
  - 第142話「ハレンチ部隊全員集合」（1970年）
  - 第147話「暗殺団と強盗団 スキーで珍道中」（1971年）
  - 第166話「ヨーイドン！赤頭巾で殺人ごっこ」（1971年）
  - 第168話「サイコロGメン 死んで貰います」（1971年） - ケン
  - 第172話「ダイヤモンドと女と泥棒たち」（1971年）
  - 第179話「さすらいの一匹狼 荒野の挑戦」（1971年）
  - 第245話「エロチカ! 口紅殺人事件」（1972年） - 姫野
  - 第261話「魔女と黒猫が踊る夜」（1973年）
- プレイガール（12ch）
  - 第1話「男無用の女ども」（1969年）
  - 第27話「悪魔よ女の目を覚ませ」（1969年）
  - 第52話「鉄火肌けんか仁義」（1970年）
  - 第210話「全裸の美女は朝狙え!」（1973年） - 三井
- 柔道一直線 第1話「カッコいいぞ地獄車」（1969年、TBS）
- ゴールドアイ 第4話「逃亡者の子守唄」（1970年、NTV）
- アイフル大作戦（TBS）
  - 第4話「仮面の女」（1973年）
  - 第29話「グラマーにせ札株式会社」（1973年）
  - 第43話「スリル満点! ガイ骨のスキー大会」（1974年）
- 特別機動捜査隊 第609話「子は誰がために泣く」（1973年、NET） - 宮地
- 旗本退屈男（NET）
  - 第2話「囮りあみ」（1973年） - 小助 役
  - 第25話「神隠し花嫁参上」（1974年）
- バーディー大作戦（1974年 - 1975年、TBS） - 行内刑事
- 新宿警察 第4話「銀行ギャング・わが夢」（1975年、CX）
- 大江戸捜査網（12ch）
  - 第207話「兇悪の侵入者」（1975年）
  - 第361話「白州に咲いた母子草」（1978年） - 浪人
- Gメン'75（TBS）
  - 第7話「女子学生誘拐殺人事件」（1975年） - 刑事A
  - 第9話「ニセ関屋警部補」（1975年） - 城南署捜査課刑事
  - 第13話 「バスストップ」（1975年） - 刑事
  - 第18話「警察の中のギャング」（1975年） - 中原署捜査課刑事
  - 第20話「背番号3長嶋対Gメン」−刑事Ａ（1975年）
  - 第27話「東京‐札幌 刑事の道」（1975年）
  - 第30話「追跡と逃亡! 石狩挽歌」−刑事A（1975年）
  - 第33話「1月3日 関谷警部補殉職」−刑事Ａ（1976年）
  - 第41話「白銀の現金輸送車襲撃事件」−道警旭川署刑事（1976年）
  - 第45話「警視庁広域手配No.307」−所轄署刑事（1976年）
  - 第52話「唇の中の拳銃」−熱海署鑑識課員（1976年）
  - 第53話「殺人ドライブの謎」−科警研係員（1976年）
  - 第59話「東京－沖縄 縦断捜査網」・第60話「暑い南の島 沖縄の幽霊」・第61話「沖縄に響く痛恨の銃声」−那覇署捜査１係刑事※第60話出演カット　（1976年）
  - 第81話「灰色高官殺人事件」（1976年） - 吉本
  - 第90話「スキー場首吊り殺人事件」（1977年） - 平尾俊一
  - 第98話「女子大生の中のニセ刑事」（1977年） - 島崎刑事
  - 第119話「アルコール漬けの小指」（1977年） - 遊佐たけお（関東連合会城和興業幹部）
  - 第134話「移動交番爆破事件」（1977年） - 宮坂大介（兄）
  - 第165話「ジープに乗った悪魔」（1978年） - ニトロ強奪犯
  - 第175話「香港カラテ対Gメン」・第176話「香港カラテ対Gメン PART2」（1978年） - 勝部修（元捜査四課）
  - 第193話「網走刑務所 吹雪の大脱走」・第194話「銀嶺を行く網走脱獄囚」（1979年） - 笠原猛
  - 第205話「新Gメン対ニセ白バイ警官」（1979年） - 関警部補（警備部警護課ＳＰ隊員）
  - 第213話「ニューカレドニアの逃亡者」（1979年） - 大西タカマサ
  - 第219話「ニューカレドニア新婚殺人事件」（1979年） - 早川刑事（捜査一課）
  - 第279話「FBIから来た女刑事」（1980年） - シャドーマン
  - 第300話「盗まれた女たち」・第301話「盗まれた女たちPART2」（1981年） - 長崎（銀行強盗団リーダー）
  - 第316話「赤い千円札で煙草を買う男」（1981年） - 間崎巡査部長（中野坂署）
  - 第345話「電話BOX連続殺人事件」（1982年） - 水島刑事
  - 第352話「野良犬コロの殺人」（1982年） - 金松刑事
- 夜明けの刑事 第70話「抱きつきスリ姉妹の殺意!」（1976年、TBS / 大映テレビ） - 光石しゅんいち
- 大鉄人17 第14話「空中戦艦の中の少女」（1977年、MBS） - 旅客機パイロット
- 大都会シリーズ（NTV）
  - 大都会 PARTII
    - 第27話「爆破予告」（1977年） - 中井
    - 第46話「霊感聖少女」（1978年） - 江川三郎

  - 大都会 PARTIII
    - 第12話「狂犬」（1978年） - 前尾健一
    - 第37話「頭取集団誘拐」（1979年） - 総会屋
- あにき（1977年、TBS） - 清水文吉
- 江戸の鷹 御用部屋犯科帖 第23話「大奥の女王蜂」（1978年、ANB）
- 消えた巨人軍（1978年、NTV） - 池袋署刑事
- 柳生一族の陰謀（KTV）
  - 第5話「人質救出指令」（1978年） - 赤井半四郎
  - 第22話「地獄を見た女」（1979年） - 大戸池
- 銭形平次（CX）
  - 第650話「十手無情」（1978年） - 松吉
  - 第695話「必死の逃亡」（1979年） - 文吉
- 特捜最前線（ANB）
  - 第42話「Gメン・波止場に消ゆ!」（1978年） - 麻薬取締Gメン・里村敏夫
  - 第97話「追跡I・白銀に消えた五億円!」・第98話「追跡II・愛と死の大雪原!」（1979年） - 有崎伸介
  - 第358話「単身赴任殺人事件!」（1984年） - 竹田達夫
- 桃太郎侍（NTV）
  - 第106話「十手持ちにご用心」（1978年） - 音吉
  - 第166話「おしゃれ殿様」（1979年） - 浅見四郎兵衛
- 暴れん坊将軍シリーズ（ANB）
  - 吉宗評判記 暴れん坊将軍 第66話「だるまが笑った上州路」（1979年） - 仙八
  - 暴れん坊将軍II 第58話「泣いて馬謖（ばしょく）の怨み節」（1984年） - 結城大作
- 怒れ兄弟!（1979年 - 1980年、YTV） - 林刑事
- 西部警察シリーズ（ANB）
  - 西部警察
    - 第5話「爆殺5秒前」（1979年） - 真下
    - 第46話「消えた一時間」（1980年） - 堺隆一/古屋茂

  - PARTIII 第69話（最終回）「大門死す! 男たちよ永遠に…」（1984年） - 一柳
- 西遊記II 第24話「青狼魔王・満月への遠吠え」（1980年、NTV） - 青狼魔王
- 土曜ワイド劇場→土曜プライム・土曜ワイド劇場（ANB→EX） ※1は日曜ワイド・※2はミステリースペシャル
  - 京舞妓殺人事件恐怖の浮気出張（1980年、ABC）
  - 美しい人妻の危険な旅　エメラルドの指輪は不倫の証し！（1990年11月24日、ANB）※制作は1983年ごろ - 浜田浩
  - 不信（1994年9月10日） - 主演・中橋健次
  - 新・女弁護士 朝吹里矢子シリーズ - 藪原勇之進 
    - 新・女弁護士 朝吹里矢子1「夢の告発」（1994年12月10日）
    - 新・女弁護士 朝吹里矢子2「ビワの木の復讐」（1995年9月23日）
    - 新・女弁護士 朝吹里矢子3「逆転の法廷！」（1996年3月23日）[31]
    - 女弁護士 朝吹里矢子4「僧衣を着た銀行強盗の告発!?」（1996年10月19日）
    - 女弁護士 朝吹里矢子5「小さな共犯者」（1998年6月13日）
    - 女弁護士 朝吹里矢子6「幼い目撃者」（1999年3月13日）
    - 弁護士 朝吹里矢子7「嘱託殺人の罠」（2000年9月2日）

  - 炎の警備隊長・五十嵐杜夫シリーズ（ABC） - 主演・五十嵐杜夫 
    - 炎の警備隊長・五十嵐杜夫1（2003年8月16日）
    - 炎の警備隊長・五十嵐杜夫2（2004年3月20日）
    - 炎の警備隊長・五十嵐杜夫3（2005年7月16日）
    - 炎の警備隊長・五十嵐杜夫4（2006年6月17日）
    - 炎の警備隊長・五十嵐杜夫5（2007年3月17日）
    - 炎の警備隊長・五十嵐杜夫6（2007年10月20日）
    - 炎の警備隊長・五十嵐杜夫7（2008年11月1日）
    - 炎の警備隊長・五十嵐杜夫8（2010年1月16日）
    - 炎の警備隊長・五十嵐杜夫9（2011年7月9日）

  - 京都南署鑑識ファイルシリーズ - 志賀隆造 
    - 京都南署鑑識ファイル1（2005年10月29日）
    - 京都南署鑑識ファイル2（2005年12月10日）
    - 京都南署鑑識ファイル3（2006年11月4日）
    - 京都南署鑑識ファイル4（2009年7月25日）
    - 京都南署鑑識ファイル5（2010年11月6日）
    - 京都南署鑑識ファイル6（2011年8月13日）
    - 京都南署鑑識ファイル7（2012年7月29日）
    - 京都南署鑑識ファイル8（2014年6月14日）
    - 京都南署鑑識ファイル9（2015年6月20日）
    - 京都南署鑑識ファイル10（2016年4月2日）
    - 京都南署鑑識ファイル11（2017年7月23日） ※1
    - 京都南署鑑識ファイル12（2018年4月1日） ※2

  - タクシードライバーの推理日誌30「東京〜京都〜博多 殺人犯を追う乗客 10年目の再会と疑惑の銃弾!!」（2012年1月7日） - 武吉玄輔
  - 特別企画・冤罪死刑（2013年11月23日） - 村上清孝
  - 犯罪心理学教授・兼坂守の捜査ファイルシリーズ（ABC） - 主演・兼坂守 
    - 犯罪心理学教授・兼坂守の捜査ファイル1（2014年2月15日）
    - 犯罪心理学教授・兼坂守の捜査ファイル2（2015年7月11日）

  - ドクター彦次郎1（2015年10月3日） - 谷川恭介
- 青い絶唱（1980年、TBS） - 検察官
  - 第16話「あなたの見つけた真犯人は?」
  - 第17話「知りすぎた恋人、殺人の接吻!!」
- ミラクルガール 第10話「砂浜に燃えた女の性」（1980年、12ch）
- 服部半蔵 影の軍団 第24話「戦慄! 処女のいけにえ」（1980年、KTV） - 長介
- 赤い死線（1980年、TBS） - 刑事
- 特命刑事 第2話「脱獄」（1980年、NTV） - 大沢俊平
- 旅がらす事件帖 第6話「流転の女 別れ雨」（1980年、KTV） - 久蔵
- 警視-K 第11話「その人は…ママ」（1980年、NTV） - 被害者・堀井みよ子の再婚予定者
- 二百三高地 愛は死にますか（1981年、TBS / 東映） - 上泉徳弥
- 柳生あばれ旅シリーズ（ANB）
  - 柳生あばれ旅 第22話「娘忍者が燃えた -関-」（1981年） - 小五郎
  - 柳生十兵衛あばれ旅
    - 第8話「細うで喧嘩花」（1982年） - 文次
    - 第16話「美女の妖刀魔殿」（1983年） - 柳生宙也斎
- 悪党狩り 第23話「人情 津軽三味線」（1981年、12ch） - 捨吉
- プロハンター（1981年、NTV） - 木戸吾郎
- 銀河テレビ小説（NHK）
  - 煙が目にしみる（1981年） - 宮坂透
  - 道づれ（1988年）-  篠沢勇次
- なにわの源蔵事件帳（1981年 - 1982年、NHK）
- ザ・ハングマンシリーズ（ABC）
  - ザ・ハングマン 第17話「地獄へ送る世紀の大魔術」（1981年） - 田代（西尾組・構成員）
  - ザ・ハングマンV 第24話「ニャンニャン写真がライバル歌手を殺す!」（1986年） - 若松（若松プロダクション・社長）
- 大河ドラマ（NHK）
  - 峠の群像（1982年） - 堀内伝右衛門
  - 翔ぶが如く（1990年） - 岩倉具視
  - 八代将軍吉宗（1995年） - 加納久通
  - 葵 徳川三代（2000年） - 片桐且元
  - 義経（2005年） - 北条時政
- 土曜ドラマ（NHK）
  - わたしの父の反乱（1982年）
  - 銀行 男たちのサバイバル（1994年） - 主演・長谷部敏正
  - 刑事 蛇に横切られる（1995年） - 豊刑事
  - ちいさな大冒険（1996年） -
  - うどんとビデオ（1997年） - 主演・日下部克男
- 立花登 青春手控え 第17話「ちゃん」（1982年、NHK）
- 遠山の金さん 第9話「大江戸最大の誘拐事件!」（1982年、ANB） - 仁吉
- 火曜サスペンス劇場（NTV）
  - 松本清張スペシャル・わるいやつら（1985年4月2日） - 井上警部
  - 松本清張スペシャル・夜光の階段（1986年4月1日） - 黒原三郎
  - 名無しの探偵シリーズ - 篠原警部 役
    - 名無しの探偵3「愛の復讐」（1987年2月17日）
    - 名無しの探偵4「愛の死角」（1988年4月26日）
    - 名無しの探偵5「殺意のデッサン」（1989年2月14日）
    - 名無しの探偵6「愛の虚構」（1990年2月13日）
    - 名無しの探偵7「愛の幻影」（1990年10月9日）
    - 名無しの探偵8「彼女の人生」（1992年9月15日）
    - 名無しの探偵9「ガーベラの女」（1993年6月1日）
    - 名無しの探偵10「少年」（1994年5月17日）
    - 名無しの探偵11「ガラスの少女」（1995年8月1日）
    - 名無しの探偵12「兄妹」（1996年4月23日）

  - 味のふるさとミステリー紀行（1987年11月24日）
  - 不在証明（1991年11月26日） - 主演・田所良夫
- Gメン'82 第14話「香港の女必殺拳」（1983年、TBS）
- 源九郎旅日記 葵の暴れん坊 第37話「孤剣に賭けた越後の女」（1983年、ANB） - 岡野小左衛門
- 月曜ワイド劇場 / 深川通り魔殺人事件（1983年、ANB）- 寿司屋の店員
- 時代劇スペシャル（CX） 
  - 闇の傀儡師（1982年）
  - 鼠小僧次郎吉 必殺の白刃（1983年） - 梵字の安五郎
- 新春ワイド時代劇（TX）
  - 海にかける虹〜山本五十六と日本海軍（1983年）
  - 風雲江戸城 怒涛の将軍徳川家光（1987年） - 服部半蔵
  - 白虎隊〜敗れざる者たち（2013年1月2日） - 萱野権兵衛
  - 大江戸捜査網2015〜隠密同心、悪を斬る!（2015年1月2日） - 平賀源内
  - ホリデイ〜江戸の休日〜（2023年1月6日） - 本多正純 役[32][33]
- みちしるべ（1983年3月12日、NHK） - 警官
- 眠狂四郎円月殺法 第7話「無惨! 乙女肌魔性剣」（1983年、TX） - 臥竜軒
- 暁に斬る! 第19話「（秘）尼寺の闇をあばけ」（1983年、KTV）
- 若草学園物語 第13話「誘拐犯を追え!」（1983年、NTV） - 今牧
- 新・なにわの源蔵事件帳（1983年 - 1984年、NHK）
- 大奥 第46話「女盗賊の冒険」（1984年、KTV） - 弥七
- 必殺シリーズ（ABC）
  - 必殺仕切人 第10話「もしも超能力でシャモジが曲がったら」（1984年） - 玄達
  - 必殺仕事人2009 第12話「冤罪」（2009年） - 矢部甲斐守忠孝
- 気分は名探偵 最終話「旅立ち! 気分は大ハッピー」（1985年、NTV） - 平野洋平
- 迷宮課刑事おみやさん（1985年8月 - 11月、ABC） - 大滝刑事課長 
  - 六本木ダンディーおみやさん（1987年、ABC）
- 安寿子の靴（1984年10月13日、NHK） - 刑事
- スーパーポリス（1985年、TBS） - 大滝刑事
  - 第9話「1万円札ミステリー案内」
  - 第13話「悩殺!盗まれた女の日記」
  - 第15話「サヨナラ素晴らしき男と女たち	」
- 子供が見てるでしょ! 第5話「子供ができたでしょ」（1985年、TBS） - 青木秀和
- ふぞろいの林檎たち（TBS） - 平野周吉 
  - ふぞろいの林檎たちII（1985年）
  - ふぞろいの林檎たちIII（1991年）
- 木曜ドラマストリート / 殺し屋にラブソングを（1986年、CX） - 岡田
- 連続テレビ小説 / はね駒（1986年、NHK） - 橘弘次郎
- 月曜サスペンスシリーズ（KTV）
  - 松本清張サスペンス・隠花の飾り / 愛犬（1986年）
  - 女性作家サスペンス / 沈黙（1988年）
  - 京都サスペンス / 京都の祭りで人が死ぬ・鞍馬の火祭（1988年） - 杉江洋一
  - 現代神秘サスペンス / 三階の魔女（1989年） - 警部
- 結婚物語（1987年、NTV） - 原力 
  - 新婚物語（1988年 - 1989年、NTV）
- 主婦代行いたします（1987年、NTV） - 昭
- 魚河岸ものがたり（1987年、NHK） - 青ちゃん
- 若大将天下ご免! 第11話「片思い酔いどれ弁慶!」（1987年、ANB） - 秋山清兵衛
- あきれた刑事（1987年 - 1988年、NTV） - 藤田啓（課長）
- 忠臣蔵・女たち・愛（1987年、TBS） - 前原伊助
- 春の砂漠（1988年、NTV） - 上村竜二
- さよなら李香蘭（1989年、KTV） - 山家亨
- 華麗なる追跡 THE CHASER（1989年、NTV） - 小田切達夫（課長）
- はいすくーる落書（1989年、TBS） - 田坂教頭
- ママハハ・ブギ（1989年、TBS） - （特別出演）
- 俺たちの時代（1989年、TBS） - 宮本省三
- なんでも屋探偵帳シリーズ（ABC） - 主演・胡桃五郎 
  - なんでも屋奮戦記（1989年）
  - はりつけ島連続殺人 なんでも屋探偵帖（1990年）
  - なんでも屋探偵帳 花嫁の父の変死（1991年）
  - なんでも屋探偵帳1（1994年）
  - なんでも屋探偵帳2（1996年）
  - なんでも屋探偵帳3（1997年）
- Y殺人事件 -湯けむりスキーと女子大生!?-（1990年、TBS） - 大野木政光
- 大竹しのぶのブッとばすぞ物語（1990年、TBS)
- トップスチュワーデス物語（1990年、TBS） - 奥山マネージャー
- 愛の世界（1990年、YTV）
- 火の用心（1990年、NTV） - 西村卓次
- はいすくーる落書2（1990年、TBS） - 嵯峨次郎
- ニューヨーク恋物語II 男と女（1990年、CX） - 杉山太郎
- HOTELシリーズ（1990年 - 2002年、TBS） - 持田健一
- 忠臣蔵（1990年、TBS） - 天野屋利兵衛
- 俺達に明日は来るのか（1991年、TBS） - 主演
- ドラマチック22 / 父と娘の結婚戦争（1991年、TBS） - 主演・生田清次
- 極北の愛 智恵子と光太郎（1991年、NHK） - 鈴木岩吉
- 世にも奇妙な物語 / ボクの好きな先生（1991年、CX）
- Hは謎のイニシャル -H殺人事件-（1991年、TBS）
- パパとなっちゃん（1991年、TBS） - 国枝伸
- ヴァンサンカン・結婚（1991年、CX） - 坂崎隆司
- デパート!物語シリーズ（TBS） - 鈴木哲男 
  - デパート!夏物語（1991年）
  - デパート!秋物語（1992年）
  - 夏!デパート物語（1995年）
- 実録犯罪史シリーズ 新説・三億円事件 史上空前の現金強奪!! 少年A犯行の全真相…!?（1991年、CX）
- 女事件記者立花圭子（1992年、ANB） - 立花卓治
- 眠れない夜をかぞえて（1992年、TBS） - 堀田正弘
- 花王ファミリースペシャル（KTV）
  - ミスター天気予報 本日快晴!シリーズ - 主演
    - ミスター天気予報 本日快晴!1（1992年7月12日）
    - ミスター天気予報 本日快晴!2（1992年11月8日）
    - ミスター天気予報 本日快晴!3（1993年1月17日）
    - ミスター天気予報 本日快晴!4（1993年5月23日）
- 松本清張スペシャル・疑惑（1992年、CX） - 佐原卓吉
- ちょっと危ない園長さん（1993年、NTV） - 主演・鳩山孝太郎
- いちご白書 第1回「15才！バージンですか？」（1993年、ANB） - 小田切刑事 役（友情出演）
- お助け同心が行く!（1993年、TX） - 主演・尾形左門次 役
- 新幹線物語'93夏（1993年、TBS） - 村山良二 役
- 銀行 男たちのサバイバル（1994年1月15,22,29日、NHK） - 長谷部敏正
- いつも心に太陽を（1994年、TBS） - 林田浩
- 警部補 古畑任三郎 第7回「殺人リハーサル」（1994年5月25日、CX） - 大宮十四郎
- 味いちもんめシリーズ（ANB→EX）  - 熊野信吉 
  - 味いちもんめ（1995年）
  - 味いちもんめII 京都編（1996年）
  - '97新春ドラマスペシャル 味いちもんめ（1997年）
  - '98新春ドラマスペシャル 味いちもんめ（1998年）
  - 2011新春ドラマスペシャル 味いちもんめ（2011年1月8日）
  - 2013ドラマスペシャル 味いちもんめ（2013年5月11日）
- 月曜ドラマスペシャル→月曜ミステリー劇場→月曜ゴールデン→月曜名作劇場（TBS）[34]
  - 百円おばちゃん 負けてたまるか（1995年4月17日） - 矢野雅之
  - 松本清張特別企画・夜光の階段（1995年9月25日） - 桑山検事
  - 保険調査員 しがらみ太郎の事件簿シリーズ - 主演・白髪太郎 
    - 保険調査員 しがらみ太郎の事件簿1「出雲松江殺人事件」（1996年2月5日）
    - 保険調査員 しがらみ太郎の事件簿2「金沢・能登殺人事件」（1996年10月21日）
    - 保険調査員 しがらみ太郎の事件簿3「讃岐殺人事件」（1997年4月28日）

  - ご存じ!サウナの玉三郎!!シリーズ - 主演・玉三郎 
    - ご存じ!サウナの玉三郎1!!「男と女の怪々事件!!」（1996年9月9日）
    - ご存じ!サウナの玉三郎2!!「浪花節だよ人生は〜琵琶湖旅情編」（1997年11月3日）

  - 税務調査官・窓際太郎の事件簿シリーズ - 主演・窓辺太郎 役
    - 税務調査官・窓際太郎の事件簿1（1998年6月8日）
    - 税務調査官・窓際太郎の事件簿2（1999年2月15日）
    - 税務調査官・窓際太郎の事件簿3（1999年6月21日）
    - 税務調査官・窓際太郎の事件簿4（2000年2月28日）
    - 税務調査官・窓際太郎の事件簿5（2000年7月3日）
    - 税務調査官・窓際太郎の事件簿6（2001年2月5日）
    - 税務調査官・窓際太郎の事件簿7（2001年6月11日）
    - 税務調査官・窓際太郎の事件簿8（2002年1月14日）
    - 税務調査官・窓際太郎の事件簿9（2002年12月23日）
    - 税務調査官・窓際太郎の事件簿10（2003年5月19日）
    - 税務調査官・窓際太郎の事件簿11（2004年2月23日）
    - 税務調査官・窓際太郎の事件簿12（2005年1月10日）
    - 税務調査官・窓際太郎の事件簿13（2005年9月26日）
    - 税務調査官・窓際太郎の事件簿14（2006年8月21日）
    - 税務調査官・窓際太郎の事件簿15（2007年1月8日）
    - 税務調査官・窓際太郎の事件簿16（2007年10月1日）
    - 税務調査官・窓際太郎の事件簿17（2008年9月8日）
    - 税務調査官・窓際太郎の事件簿18（2009年4月20日）
    - 税務調査官・窓際太郎の事件簿19（2009年10月12日）
    - 税務調査官・窓際太郎の事件簿20（2010年3月22日）
    - 税務調査官・窓際太郎の事件簿21（2010年11月1日）
    - 税務調査官・窓際太郎の事件簿22（2011年6月27日）
    - 税務調査官・窓際太郎の事件簿23（2011年12月19日）
    - 税務調査官・窓際太郎の事件簿24（2012年11月12日）
    - 税務調査官・窓際太郎の事件簿25（2013年7月15日）
    - 税務調査官・窓際太郎の事件簿26（2014年2月24日）
    - 税務調査官・窓際太郎の事件簿27（2014年7月28日）
    - 税務調査官・窓際太郎の事件簿28（2015年1月26日）
    - 税務調査官・窓際太郎の事件簿29（2015年7月20日）
    - 税務調査官・窓際太郎の事件簿30（2016年4月11日）
    - 税務調査官・窓際太郎の事件簿31（2016年12月12日）
    - 税務調査官・窓際太郎の事件簿32（2017年5月8日）
    - 税務調査官・窓際太郎の事件簿33（2018年3月5日）
    - 税務調査官・窓際太郎の事件簿34（2018年8月6日）
    - 税務調査官・窓際太郎の事件簿スペシャル（2020年12月6日、BS-TBS）

  - 新宿ホスト殺人事件（1998年11月2日） - 宮城信夫
  - 変装の達人!!警部鬼沢平吉のファイルE（1999年12月6日） - 主演・鬼沢平吉
  - Gメン'75スペシャル - 鬼沢平吉（警部） 
    - -帰って来た若獅子たち-（2000年10月23日）
    - 東京・北海道トリック殺人事件（2001年4月16日）

  - 真実を追う男シリーズ - 主演・神宮寺高志 
    - 真実を追う男1（2002年11月11日）
    - 真実を追う男2（2004年7月19日）

  - 横山秀夫サスペンス 真相（2005年5月2日） - 主演・篠田佳男
  - 走れ!事件記者 娘に捧げる最後のスクープ（2006年2月27日） - 主演・池田佐吉
  - 駅弁刑事・神保徳之助シリーズ - 主演・神保徳之助 
    - 駅弁刑事・神保徳之助1（2007年4月30日）
    - 駅弁刑事・神保徳之助2（2008年5月5日）
    - 駅弁刑事・神保徳之助3（2009年5月4日）
    - 駅弁刑事・神保徳之助4（2010年5月3日）
    - 駅弁刑事・神保徳之助5（2011年5月2日）
    - 駅弁刑事・神保徳之助6（2012年4月2日）
    - 駅弁刑事・神保徳之助7（2013年5月13日）
    - 駅弁刑事・神保徳之助8（2014年5月5日）
    - 駅弁刑事・神保徳之助9（2015年5月11日）
    - 駅弁刑事・神保徳之助10（2016年5月2日）
    - 駅弁刑事・神保徳之助11（2017年1月30日）

  - おふくろ先生の診療日記2（2009年6月8日） - 横川圭一
  - 新・示談交渉人 裏ファイルシリーズ - 小原宗佑（友情出演）
    - 新・示談交渉人 裏ファイル1（2011年3月7日）
    - 新・示談交渉人 裏ファイル2（2012年8月13日）
    - 新・示談交渉人 裏ファイル3（2014年4月21日）
    - 新・示談交渉人 裏ファイル4（2014年12月8日）

  - 特別企画・隣の女（2014年5月19日） - 後藤田祐太郎
- 夢暦長崎奉行（1996年、NHK） - 主演・遠山景晋
- サントリーミステリースペシャル / あなたに10億円さしあげます!連続殺人（1996年、ABC） - 主演・藪田荘六
- 藤沢周平の用心棒日月抄（1997年、ANB） - 主演・青江又八郎
- ストーカー・誘う女（1997年、TBS） - 室町克彦 役
- 海峡（1997年、BS2） - 斉次郎
- 織田信長 天下を取ったバカ（1998年、TBS） - 平手政秀 （特別出演）
- 略奪愛・アブない女（1998年、TBS） - 杉田謙太郎 役
- あぶない刑事フォーエヴァー TVスペシャル '98（1998年、NTV） - 深町新三
- 仮面の女（1998年、TBS） - 峰重耕三
- グッドニュース（1999年、TBS） - 高木善次郎
- P.S. 元気です、俊平（1999年、TBS） - 俵次郎
- 松本清張特別企画・顔（1999年10月7日、TBS） - 宮地
- 科捜研の女シリーズ（1999年 - 2002年、ANB） - 木場俊介
- 金曜エンタテイメント→金曜プレステージ（CX）
  - 花瀬ちなつの殺人スクープ（2000年6月30日） - 樫原英顕
  - この冬の恋（2002年2月1日） - 菊川
  - 大空港警察副署長 日暮征次郎走る!（2005年7月22日） - 主演・日暮征次郎
  - 警部補・元山純平（2011年8月19日） - 主演・元山純平
  - マリッジ（2012年6月29日） -  徳永和男
  - 終戦記念スペシャルドラマ・命ある限り戦え、そして生き抜くんだ（2014年8月15日） - 井田義正
- 新宿暴走救急隊 第1話「涙をぶっとばせ! 命知らず緊急出動」（2000年、NTV） - 北村健作
- ドラマスペシャル・聖の青春（2001年1月6日、RCC） - 森六段
- 女と愛とミステリー→水曜ミステリー9〈第1期〉→水曜シアター9→水曜ミステリー9〈第2期〉→水曜エンタ・水曜ミステリー9（TX）
  - いなか刑事・伊原泰三の退職捜査日誌シリーズ - 主演・伊原泰三 
    - いなか刑事・伊原泰三の退職捜査日誌1（2001年5月30日）
    - いなか刑事・伊原泰三の退職捜査日誌2（2002年1月9日）
    - いなか刑事・伊原泰三の退職捜査日誌3（2002年12月25日）

  - 西村京太郎トラベルサスペンスシリーズ - 主演・亀井刑事
    - 「日本一周「旅号」殺人事件」（2003年4月23日）
    - 「寝台特急「はやぶさ」の女」（2004年1月7日）
    - 「寝台特急（ブルートレイン）八分停車」（2004年8月18日）

  - 警視正・日丸教授の事件ノート（2003年9月14日） - 主演・日丸慶蔵
  - 検察官キソガワ（2005年4月27日） - 天野清次
  - 鉄道警察官・清村公三郎シリーズ - 主演・清村公三郎 
    - 鉄道警察官・清村公三郎1「鉄道警察官・走る捜査線」（2005年9月25日）
    - 鉄道警察官・清村公三郎2「瀬戸内海を渡る殺意」（2006年3月29日）
    - 鉄道警察官・清村公三郎3「黒部渓谷トロッコツアー殺人事件」（2006年11月15日）
    - 鉄道警察官・清村公三郎4「SL貴婦人 殺意の小京都」（2007年7月11日）
    - 鉄道警察官・清村公三郎5「人情列車殺人事件」（2008年4月23日）
    - 鉄道警察官・清村公三郎6「SLニセコ号殺意の汽笛」（2010年3月10日）
    - 鉄道警察官・清村公三郎7「秩父長瀞〜連続殺人レール」（2011年10月5日）
    - 鉄道警察官・清村公三郎8「鎌倉・江の島 追憶の殺人」（2012年2月8日）
    - 鉄道警察官・清村公三郎9「特急ゆふいんの森号九州大分殺人ルート」（2012年11月7日）
    - 鉄道警察官・清村公三郎10「SL大井川殺人ルート」（2013年6月12日）
    - 鉄道警察官・清村公三郎11「房総ローカル列車殺人レール 妖刀村正の呪い」（2014年10月1日）

  - 高村薫サスペンス 去りゆく日に（2009年2月25日） - 主演・松井和郎
  - 警察大学校 日丸教授の事件ノート（2014年6月25日） - 主演・日丸慶蔵
  - 軽井沢駐在犬日誌（2015年11月4日） - 主演・沢田耕作
- 「ミヤコ蝶々物語」〜いちずに生きた。わろうて、泣けた〜（2002年1月7日、TVO）
- ヨイショの男（2002年、TBS） - 徳川康弘 役（特別出演）
- 三匹が斬る!（2002年、ANB） - 結城半兵衛
- 窓を開けたら（2003年3月24日、NHK） - 伯父・泰三
- 女将になります!（2003年、NHK） - 水野幸次郎
- ひと夏のパパへ（2003年、TBS） - 小成大五狼
- ラブ・ジャッジ（2003年、TBS） - 加藤勝男 
  - ラブ・ジャッジ2（2004年、TBS）
- 松本清張 黒革の手帖（2004年、EX） - 楢林謙司 
  - 黒革の手帖スペシャル〜白い闇（2005年7月2日、EX）
- テレビ朝日開局45周年記念スペシャルドラマ・弟（2004、EX） - 日活・江守専務
- 二十四の瞳（2005年8月2日、NTV） - 宮田武夫
- 実録・小野田少尉 遅すぎた帰還（2005年8月13日、CX） - 谷口義美
- 祇園囃子（2005年9月24日、EX） - 江波和也
- 女刑事みずき〜京都洛西署物語〜シリーズ（2005年 - 2007年、EX） - 鳴海敏郎
- 鬼平犯科帳スペシャル 兇賊（2006年2月17日、CX） - 鷺原の九平
- 次郎長背負い富士（2006年、NHK） - 三右衛門
- 逃亡者 おりん 第1話「哀しみの母子草」（2006年、TX） - 三河堂仙右衛門
- 白虎隊（2007年1月6日・7日、EX） - 西郷頼母
- たった一度の雪 〜SAPPORO・1972年〜（2007年2月25日、HBC） - 滝田茂治
- 生徒諸君!（2007年、ABC・EX） - 岸本まじめ （友情出演)
- 松本清張 点と線（2007年11月24日・25日、EX） - 田中捜査係長
- 課長島耕作（2008年6月25日、NTV） - 大泉裕介 
  - 課長島耕作2・香港の誘惑（2008年10月1日、NTV）
- 年末時代劇スペシャル・忠臣蔵 音無しの剣（2008年12月14日、EX） - 徳川綱吉
- テレビ朝日開局50周年記念ドラマ・松本清張生誕100年特別企画 疑惑（2009年1月24日、EX） - 白川福太郎
- 松本清張生誕100年スペシャル 夜光の階段（2009年、EX） - 桑山信爾
- 婚カツ! 第10話「そばにいてほしい」・最終話「もう泣かせない」（2009年6月22日・29日、CX） - 神宮寺（特別出演）
- 命のバトン〜最高の人生の終わり方（2009年6月24日・25日、TX） - 主演・星野京介
- 樅ノ木は残った（2010年2月20日、EX） - 茂庭周防
- TBS開局60周年記念ドラマ・99年の愛〜JAPANESE AMERICANS〜（2010年11月3日、TBS） - 岡田勇
- スペシャルドラマ・トイレの神様（2011年1月5日、MBS） - 植村駿二
- 第10回文芸社ドラマスペシャル・あの海を忘れない〜若年性アルツハイマー病を支えて〜（2011年2月6日、EX） - 居酒屋の大将
- 松本清張ドラマスペシャル 砂の器（2011年9月10日・11日、EX） - 田所重喜（特別出演）
- 向田邦子新春ドラマスペシャル・花嫁（2012年1月2日、TBS） - 黒崎宇一
- ドクターX〜外科医・大門未知子〜 第1シリーズ 最終話「手術場には、馴れ合いも、助け合いも、御意もいらない。助けなきゃいけない病人がいるだけ」（2012年、EX） - 勅使河原毅 （特別出演）
- 特捜最前線2013〜7頭の警察犬〜（2013年9月29日、EX） - 榊田聡一郎
- 時計屋の娘（2013年11月18日、TBS） - 友保（特別出演）
- 珈琲屋の人々（2014年、BS-P） - 秋元英治
- おやじの背中 第3話「なごり雪」（2014年7月27日、TBS） - 大塚喜平
- 出入禁止の女〜事件記者クロガネ〜（2015年、EX） - 磯村憲吉
- 警視庁捜査一課9係 season10 第1話「空飛ぶ花嫁 -危険ドラッグ殺人事件-」（2015年4月22日、EX） - 中西泰造
- 愛おしくて（2016年1月 - 3月、NHK） - 藤沢辰造
- 警視庁ゼロ係〜生活安全課なんでも相談室〜 SECOND SEASON（2017年7月 - 9月、TX） - 沢村和男 役（特別出演）
- 刑事ゼロ 第1話「新ミステリー誕生！記憶を失った名刑事が五感で難事件に挑む!! 古都1000年の復讐トリック!? 源氏物語が結ぶ5つの殺人の点と線」（2019年1月10日、EX） - 鳴島恭三
- テレビ朝日開局60周年記念 5夜連続ドラマスペシャル・山崎豊子 白い巨塔 第一夜（2019年5月22日、EX） - 滝村恭輔

### テレビ番組
バラエティ
- とんねるずのみなさんのおかげです「キャプテンウルタカ」（CX）  - キケロ星人ジョー
- 志村けんのだいじょうぶだぁ

ドキュメント
- 花王ファミリースペシャル「小林稔侍 苦節21年!いま男の華ひらく」（1992年6月21日）

旅番組
- いい旅・夢気分（TX）
  - 娘・小林千晴と出演（2005年）
  - 息子・小林健と出演（2009年2月）
  - 北海道〈小樽〜美瑛〜大雪山〉 - 健・千晴と出演（2011年9月）
  - ぶらり親子旅・〈旭川・富良野編〉 娘・小林千晴　息子・小林健と出演（2016年）テレパック制作

### CM
- 小林製薬 - カーサワデー（1982年） ※木内みどりと夫婦役
- トヨタ自動車 - コロナプレミオ
- TKC全国会
- 日清食品 - めんコク
- SONY - ゆとりにとろん
- サッポロビール - 吟仕込[35]※谷啓・山田邦子と共演。
- スミス・クライン住薬 - コンタック総合感冒薬
- ハウス食品 - 咖喱工房 ※キャッチコピーは「具が大きい」。安達祐実と共演。
- ハウス食品 - 特選生わさび ※高木美保と共演。
- キリンビバレッジ - 缶コーヒー・ジャイブ ※キャッチコピーは「粗挽き、ネルドリップ方式」。張り込み中の刑事役で高品格と共演。
- NTT - ホームファックス「でんえもん」 ※一色紗英と共演。
- NTT - カードC
- NTT - サンクスフェア
- NTT東日本 - マイライン
- エスエス製薬 - エスファイトゴールドDX
- アサヒ飲料 - 烏龍茶
- 住友VISAカード ※中山エミリと共演。
- 銀水荘 - 伊豆稲取と堂ヶ島の旅館のCM ※息子・小林健と共演。
- ライク アエラホーム
- 中部電力 エコアイス55